# Мандзарос, Николаос
Нико́лаос Халкио́пулос Мандзарос (греч.  Νικόλαος Χαλκιόπουλος Μάντζαρος, 26 октября 1795, Керкира, Венецианская республика — 12 апреля 1872 Керкира, Греческое королевство) — видный греческий композитор XIX века, основатель Семиостровной школы музыки и один из основоположников современной музыки Греции.
Широкой публике более всего известен как автор музыки Национального гимна Греции, который с 1966 года является также Национальным Гимном Кипра.

## Молодые годы

Флаг Семиостровной республики

Николаос Мандзарос родился в 1795 году на, находившемся под венецианским контролем, острове Керкира, в семье юриста Яковоса Халикиопулоса Мандзароса. Семья была зажиточной и принадлежала старинному роду острова, брат деда Николаоса Мандзароса, Георгиос, был последним «Великим первым (православным) священником» острова, признаваемым католической властью, и первым избранным архиепископом Керкиры новейших лет.
В силу своего благородного происхождения, Мандзарос унаследовал титул рыцаря.
Детские годы и молодость Мандзароса прошли на фоне ряда исторических событий, затронувших Ионические острова.
Он родился на Керкире в 1795 году, когда на остров прибыл последний венецианский губернатор. Ему было 2 года, когда в 1797 году закончилось венецианское правление и на острове высадились войска республиканской Франции.
Ему было 5 лет, когда в 1800 году русская эскадра во главе с Ушаковым, после 4-месячной осады вытеснила французов с Корфу и на Ионических островах было образовано первое со времён падения Константинополя греческое государство, под именем «Республика Семи Островов».
Ему было 12 лет, когда в 1807 году завершилась эта кратковременная русская интерлюдия и на остров вернулись французские войска, на этот раз императорские, наполеоновские.
Ему было 19 лет, когда в 1814 году, после Ватерлоо, французы были вынуждены передать острова англичанам, после чего острова стали именоваться «Ионическая республика». В 1821 году на оккупированных османами греческих землях началась Освободительная война. Перипетии Ионических островов и продолжающаяся война в континентальной Греции и на островах Эгейского моря усилили национальное самосознание Мандзароса.

## Первый период Керкиры
.

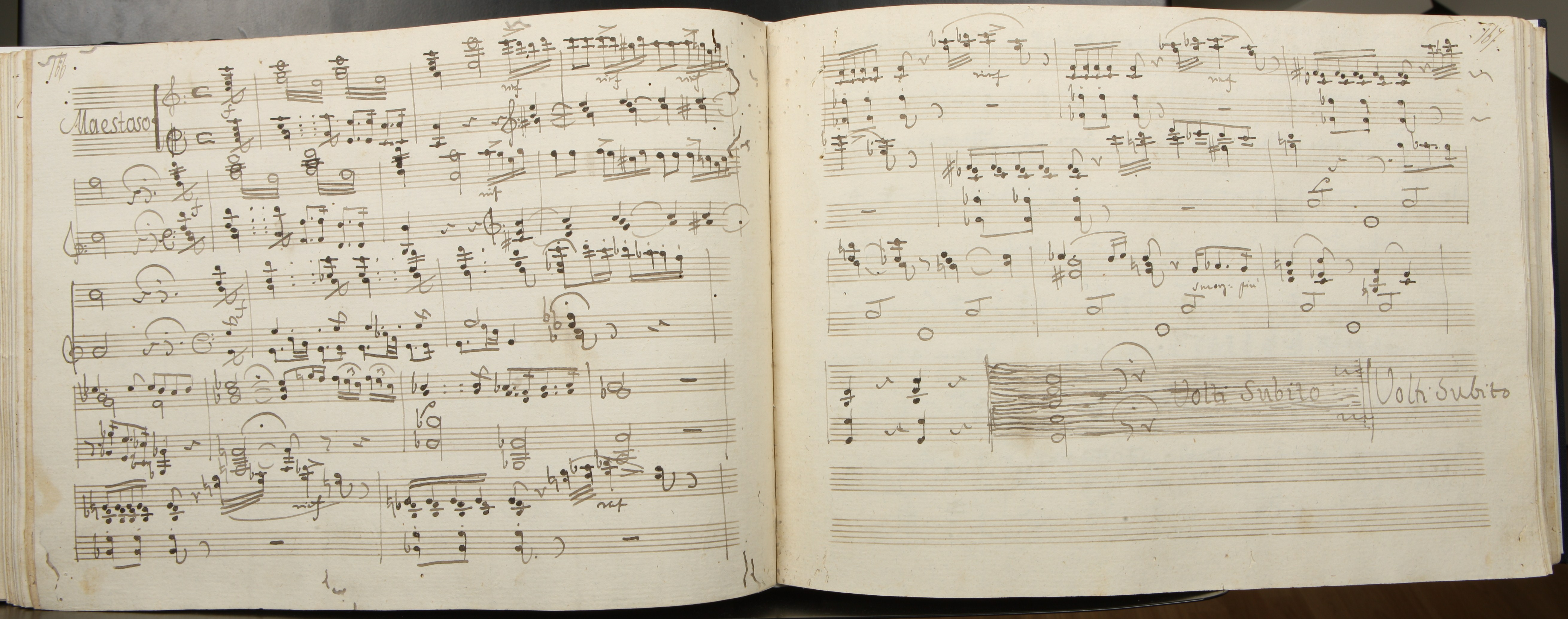
Первые страницы 'Sinfonia' для фортепиано с автографом композитора. 1820 год

Театр San Giacomo был основан на Керкире в 1720 году и с 1733 года функционировал как театр оперы, став одним из основных этапов и факторов для развития оперы на греческих землях. Историческое значение этого театра для греческой оперы подчёркивает тот сравнительный факт, что оперный театр появился в Париже только в 1860 году, в Барселоне в 1862 году, в Вене и Дрездене в 1869 году. В театре San Giacomo была впервые представлена опера греческого композитора: «Gli amanti confusi, ossia il brutto fortunato» (1791) Стефаноса Поягоса, который был музыкальным директором театра (1790—1820), скрипачом и, впоследствии, стал учителем скрипки Мандзароса. В этом же театре была поставлена работа Поягоса «Прибытие Одиссея на остров феаков» («Η παρά Φαίαξιν άφιξις του Οδυσσέως» 1819), на стихи Георгия Рикиса, которая описывается как «балет с песнями» и, вероятно, является первой оперой с греческим либретто. Эти оперы Поягоса считаются утерянными.
Мандзарос учился музыке на Керкире у братьев Стефаноса (Клавишные музыкальные инструменты) и Иеронима (скрипка) Поягосов, у происходившего из итальянского города Анкона Стефано Моретти (теория музыки) и у неаполитанца Барбати (теория музыки, композиция).
В 1813 году, в возрасте 18 лет, женился на единственной дочери графа Антония Джустиниани, Марианне, с которой имел 3 дочерей и 2 сыновей.
Уже в 1815 году представил свои первые работы на Керкире.
Среди первых работ Мандзариса числятся композиции, написанные им для театра San Giacomo, «комедийный акт» Don Crepuscolo (1815), сцену и арию Sono inquieto ed agitato (Я беспокоен и возбуждён, 1815), арию и речитатив Bella speme lusinghera (1815), арию Come augellin che canta (Как птичка что поёт — 1815), дуэт Si ti credo amato bene (1818), кантату L’Aurora (Аврора — 1818), кантату Ulisse agli Elisi (1820).
Работы молодого Мандзароса опровергают мнение некоторых музыковедов о том, что его стиль сформировался в последующий, итальянский, период его жизни.
Музыковеды уже в этот период отмечают его гармонический музыкальный язык, в котором присутствуют элементы раннего немецкого и итальянского романтизма

## Неаполь
С 1819 года Мандзарос наездами посещал Италию.
В 1823 году Мандзарос уехал с Керкиры и, объехав разные города Италии, обосновался в Неаполе. В определённой степени выбор был связан с тем, что директор Королевской консерватории Неаполя San Sebastiano (позже переименована в Консерваторию Сан-Пьетро-а-Майелла) Николо Дзингарелли посетил Керкиру в 1821 году, познакомился с семейством Мандзариса и признал талант Николаоса Мандзариса. Музыканты продолжили свои контакты.
Мандзарис работал и учился в Неаполе 2 года.
Музыковед Костас Кардамис считает, что Неаполь можно считать alma mater «Семиостровной школы», поскольку большинство композиторов Ионических островов учились в этом городе.
Мандзарос приобрёл славу отличного знатока Контрапункта и не перестал заниматься этим видом полифонической музыки.
Он придавал контрапункту особенное значение, не только в силу его педагогического характера, но и в силу его художественной ценности.
Это подтверждается множеством его работ основанных на технике контрапункта.
В качестве музыкального педагога, Мандзарос написал специальную работу под заголовком Studio prattico di contrapunto (Практическая учёба контрапункта), которая однако осталась неизданной.
В этот же период Мандзарос написал свои «Двенадцать фуг».
Фуги основывались на итальянской поэзии, были написаны для смешанного хора, в сопровождении фортепиано, и были изданы в Неаполе в 1826 году.
Согласно письму Мандзароса, которое сопровождало издание, фуги основывались на темах из Partimenti самого Николо Дзингарелли, в знак признания неаполитанского композитора, которому Мандзарис и посвятил свою работу.
Кроме своего музыкального интереса, фуги Мандзароса были признаны значительным педагогическим инструментом, поскольку использовались для изучения контрапункта на протяжении 20 лет.

## Возвращение на Керкиру
Мандзарис вернулся на Керкиру в 1826 году, несмотря на попытки Николо Дзингарелли убедить его остаться в Неаполе и возглавить консерваторию города. Но Мандзарис решил посвятить себя музыкальному образованию своей родины.
Для достижения этой цели, он давал бесплатно уроки теории и практики музыки и создал в 1840 году Филармоническое общество Керкиры, став его пожизненным художественным руководителем. Примечательно, что филармония Керкиры была создана после отказа англичан послать военный оркестр, для сопровождения шествия с иконой покровителя острова, Св. Спиридона, в августе 1839 года, ссылаясь на британскую военную инструкцию, запрещающую участие в ритуалах других религиозных догм.
Благодаря этой педагогической деятельности Мандзароса, многие жители островов получили своё музыкальное образование и появилось первое поколение семиостровных композиторов, среди которых были Ксиндас, Спиридон (1812—1896), Каррер, Павлос и Доменигинис, Франгискос.
В силу этого Мандзарос считается основателем Семиостровной школы музыки.
В силу творчества Мандзароса и его общественного положения, многие итальянские композиторы и греческие поэты искали знакомства с Мандзаросом. Одним из них был Дионисий Соломос, с которым у Мандзароса установились дружественные отношения.
Сам Мандзарос не считал себя профессиональным музыкантом и именовал себя «любителем». По этой причине он не брал денег за свои уроки.
29 марта 1872 года Мандзарос впал в кому в ходе урока и умер 12 апреля того же года.

## Гимн Свободе

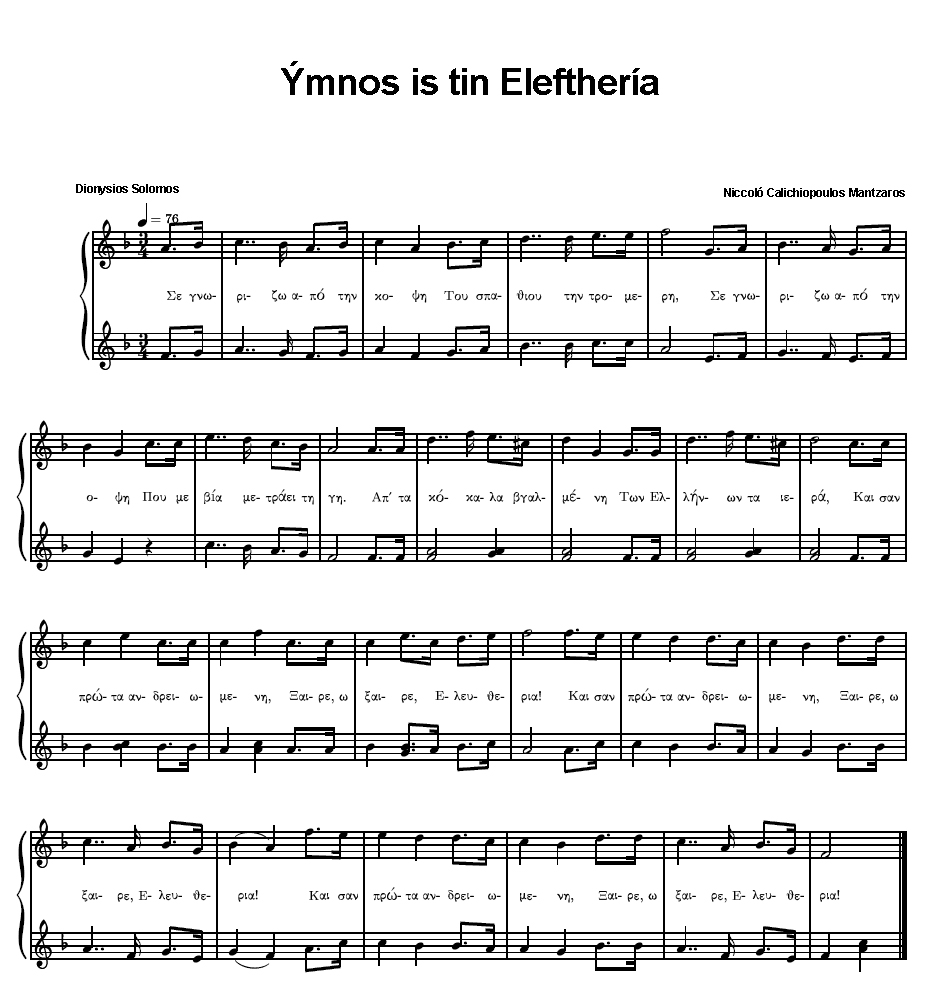
Гимн Свободе

Знакомство Мандзароса с Дионисием Соломосом ведёт отсчёт с 1828 года и совпадает с поворотом в его музыкальной манере. В этот период Мандзарос оставил работы сценического характера для голоса и оркестра и, почти полностью, посвятил себя написанию музыки к стихам греческих поэтов, для одного и более голосов, хора, в сопровождение фортепиано (реже арфы), приняв простой мелодичный стиль (иногда фольклорный), что однако не мешало ему создавать сложные произведения, часто замечательного полифонического богатства.
Первое стихотворение Соломоса, к которому он написал музыку, было «Отравленная» (η Φαρμακωμένη).
Музыка к «Гимну свободы» Соломоса стала самым известным его произведением.
Мандзарос не раз возвращался к «Гимну». Это не единственный случай в практике Мандзароса, который частично или полностью возвращался к стихотворениям, к которым он раннее написал музыку
Так например к «Отравленной» (Φαρμακωμένη), он написал 4 разных варианта, столько же к отрывку «Ступая по вершинам моря» («Στην κορυφή της θάλασσας πατώντας») из поэмы «Ламброс» Соломоса.
Из этой же поэмы, Мандзарос дважды написал музыку к отрывку «Подобно ангелочкам» («Ομοίως τ’ αγγελούδια») и раз к отрывку «Голос с горечью призывает» («Φωνούλα με πίκρα με κράζει»).
Созранились два варианта музыки к стихотворению «К монахине» (Εις Μοναχήν), два к «Светловолосой» (Ξανθούλα)
Сохранилась рукопись (хоровой) музыки к отрывку «Ода лорду Байрону».
Утеряны рукописи музыки к двум стихотворениям Соломоса, посвящённым «Разрушению Псара» (Όνειρο και Καταστροφή των Ψαρών).
Став «привилегированным композитором» поэзии Соломоса, Мандзарос в действительности стал эталоном авторской греческой песни.
Гимн Свободе Соломоса -Мандзароса получил широкую известность задолго до того, как первая из 24 частей поэмы была принята в 1865 году как Национальный гимн Греции.

## Второй вариант Гимна Свободе
Случай с Гимном Свободе уникален в творчестве Мандзариса.
Поэма стала отдельным источником вдохновения в творчестве композитора, что привело к созданию двух вариантов музыки к поэме.
Первый вариант был написан в 1829-30 годах, Второй вариант был написан в 1842-43 годах. Однако именно Первый вариант сегодня является известным, поскольку первая из 24 частей поэмы была принята в 1865 году как Национальный гимн Греции.
Это событие оставило в тени Второй вариант который Мандзарос посвятил королю Оттону в 1844 году.
Мандзарос использовал в этом своём произведении технику контрапункта и в, особенности, технику фуги. Оттон принял посвящение Мандзароса и отправил рукопись в Германию, где музыка Мандзароса получила самые лестные отзывы среди немецких музыкантов.
Рукопись Второго варианта Гимна сохранилась в 3 экземплярах Продолжительность 46 частей Второго варианта Гимна составляет полтора часа.

## Известный неизвестный Мандзарос
Музыковеды с сожалением пишут, что если все греки сегодня могут спеть первые стихи Гимна Свободе, то для большинства людей, поющих по национальным праздникам и во время баскетбольных и т.д игр «Узнаю тебя по лезвию меча…», через 140 лет после смерти композитора, Мандзарос практически неизвестен и мало кто из них отдаёт себе отчёт в том, что его вклад в греческую музыку не ограничивается одним лишь Гимном.
Между тем Мандзарос является автором первой (сохранившейся) оперы греческого композитора (Don Crepuscolo, 1815), первого известного произведения на греческом языке для голоса и оркестра (Aria Greca Ι, 1827), первых известных греческих произведений для струнного квартета (Partimenti, 1850), первого греческого фортепианного репертуара, первого греческого произведения в форме фуги, первой упоминаемой (утеряна) греческой музыкальной симфонии, а также автором первого трактата музыкального анализа (Rapporto, 1851) и первых педагогических музыкальных работ в Греции.
Его сборник песен 16 Arie Greche (1830) включает в себя музыку к стихам Соломоса Ригаса Ферреоса, цикл 6 песен на стихи поэта Георгия Кандианоса Ромаса, но и своих стихотворений.
Музыковеды отмечают в музыке Мандзароса осмосис особой музыкальной традиции Керкиры, с элементами немецкой, итальянской и французской музыки.